# ヨコタシンゴ
ヨコタ シンゴ（1978年 - ）は、東京都出身の俳優。

## 出演作品

### テレビ
- SAVEPOINT（2014年） - アサヒ 役

### 舞台
- 飛龍伝（2010年）